# Rennsteigteich
Der Rennsteigteich ist ein Feuchtbiotop und Kleingewässer in Schmiedefeld am Rennsteig im Thüringer Wald.
Der Teich liegt etwa 350 Meter südwestlich vom Bahnhof Rennsteig in einem angrenzenden Waldstück. Das Feuchtbiotop wurde im Juli 2008 von Unbekannten größtenteils zerstört, die einen tiefen Graben angelegt haben, um das Wasser unkontrolliert ablaufen zu lassen.
Ursprünglich diente der Teich als Brauchwasser-Reservoir und als Löschwasserteich für das ehemalige Gustloff-Rennsteigwerk, einen Schmiedefelder Zweigbetrieb der in Suhl ansässigen Gustloff-Werke – Waffenwerk Suhl. Nach dem Zweiten Weltkrieg war der Ort in der Nähe des Bahnhofes ein beliebter Badeteich. Im Reisehandbuch Thüringer Wald von 1988 wird der Teich noch als Waldbad erwähnt.